# Aspilota supramedia
Aspilota supramedia är en stekelart som beskrevs av Fischer 1969. Aspilota supramedia ingår i släktet Aspilota och familjen bracksteklar. Inga underarter finns listade.